# Hîmciîn, Cosău
Hîmciîn (în ucraineană Химчин) este o comună în raionul Cosău, regiunea Ivano-Frankivsk, Ucraina, formată numai din satul de reședință.

## Demografie
Componența lingvistică a comunei Hîmciîn
     Ucraineană (99,78%)
     Alte limbi (0,21%)
Conform recensământului din 2001, majoritatea populației comunei Hîmciîn era vorbitoare de ucraineană (99,78%), existând în minoritate și vorbitori de alte limbi.